# パエストゥム

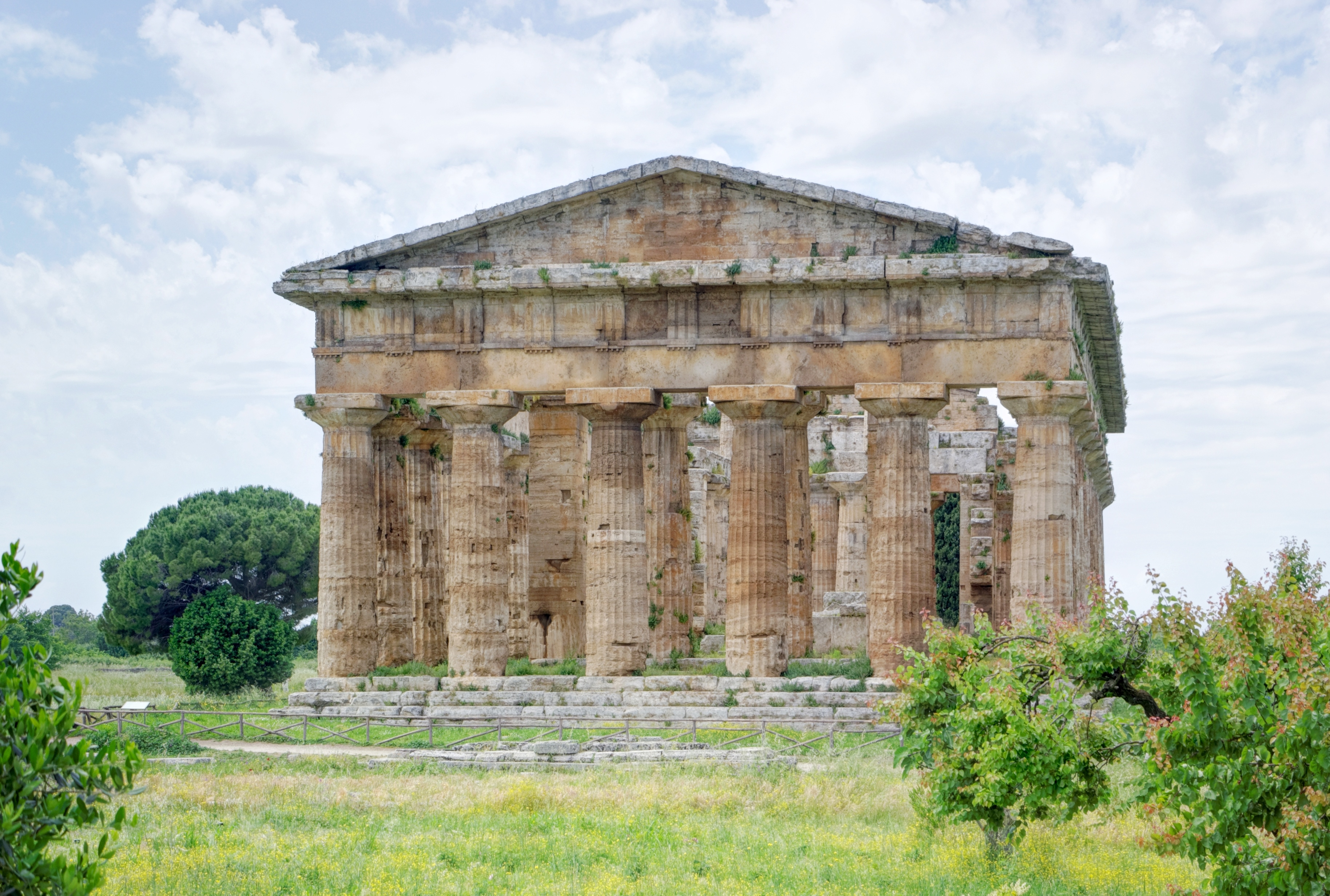
パエストゥム ネプトゥヌスの神殿

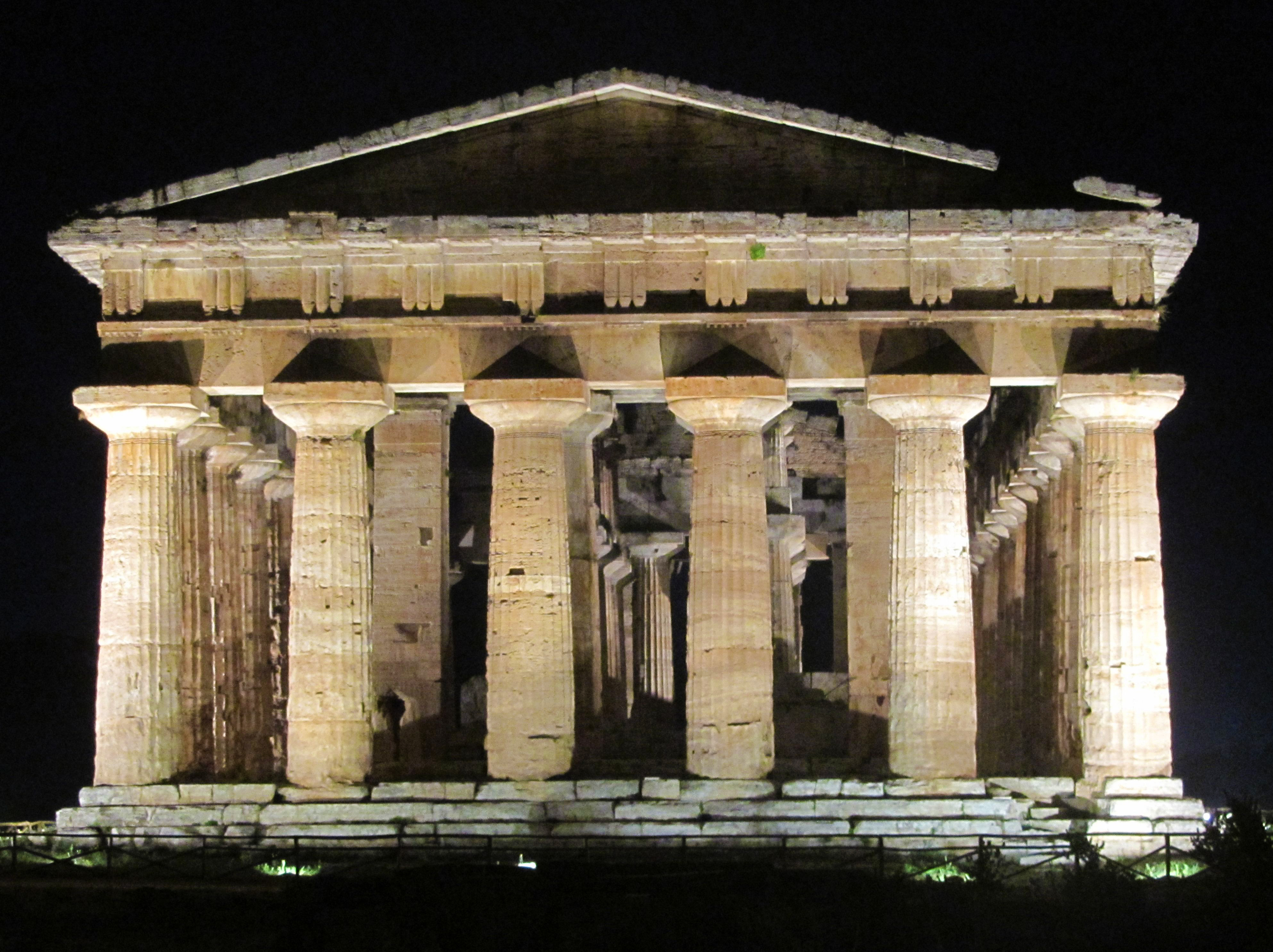
ヘーラー神殿夜景

パエストゥム (Paestum) は、イタリア南部カンパーニア州サレルノ県カパッチョ＝ペストゥムにある古代ギリシア、古代ローマ遺跡。 1998年には、ユネスコ世界遺産に登録された。
パエストゥムとはポセイドニア（Poseidonia、古代ギリシア語: Ποσειδωνία）が訛ったもので、イタリア読みでは「ペストゥム」が近い。ルカニア人に征服されていた時期は、Paistos と呼ばれていた。その後、ローマに再征服され、パエストゥム、もしくはPestoと呼ばれた。

## 歴史
3世紀半ばの地理学者ガイウス・ユリウス・ソリヌスは、ドーリア人によって建設されたと述べている。紀元前の歴史家ストラボーンは、シュバリスから来たアカイア人によって建設されたとしている。アリストテレースは、アカイア人とトロイゼーン人が共同建設後にトロイゼーン人が追放されたとしている。
ギリシアの植民地としてポセイドニアとされた。建設時期の文献記録は残っていないが、考古学の調査では紀元前600年ごろだと推測されている。
その後、ルカニア人に占領された。紀元前273年にピュロス戦争によって、ギリシアの支配下になった。ハンニバルによるカルターゴー侵攻の間、都市はローマに忠誠を捧げたことで、独自の貨幣鋳造権などの特別な特権が与えられた。西暦400年頃に司教区となった。
その後、もろもろの事情で沿岸部から人が離れ、数キロ離れたアクロポリスのような崖の上への移住が起きた。この理由として、船を造るため森林破壊を進めた結果、洪水が多発し、沿岸部が湿地となり、それに誘発されて蚊が媒介するマラリアが蔓延したことが挙げられている。さらに追い打ちでサラセン人の海賊が襲ってきたことも原因とされている。使われなくなったら忘れられるもので、ローマの都市ポンペイの再発見に続いて、18世紀になって再び注目されることとなった。

## 神殿
ポセイドニアは、海の神ポセイドーンの町の意味である。紀元前550年ごろゼウス神の伴侶でオリュンピアの女王ヘーラーのための神殿建築が行なわれた。このヘーラー神殿は古典的周柱式神殿のひとつである。その100年後ぐらいに町の主神ポセイドーンのための神殿が建てられた。
ポセイドニアの発掘調査で出土したケイローンの石柱は古代ギリシア美術では見られないほど粗削りで古風である。この石柱は香を焚いたり、捧げものを焼いたりする台またはその一部分であったと考えられる。
イタリアのサレルノ湾の南端に、のちになってローマ時代にパエストゥムと呼ばれるようになるポセイドニアのギリシア植民都市の遺構がたっている。この町平面は直交格子によって構成ており、この格子の中央の大きな長方形の中に、アゴラといくつかの聖域とがあった。例外的なほど保存のよい三つのドーリス式神殿が今でもたっている。南の方は土地が低く、そこにヘーラー女神に捧げられた二つの建物が同じ方向を向いてたがいに接近しておかれている。土地が高まっている北方にはアテーナー女神に捧げられた神殿がある。諸神殿の方向は都市の格子と平行でない。スカリは二つのヘーラー神殿の方向のわずかなずれを海岸平野の東にある錐状をなす険しい丘に合わせたのであると、たくみに分析している。彼は二つの神殿がどのように「聖なる景観に向かって特別なパースペクティヴを創造している」かを示し、「しかしこのように、ヘーラーの諸神殿はこの都市の、大地および女神との結合を祝おうとしたのである」とのべている。他方、アテーナー神殿は景観の上方にたち上がっている。そして町に近づく船から見ると、もっとも高い所にあってもっとも顕著に上方を志向しているアテーナー神殿は、ほかの諸神殿以上に山なみに対抗し、このポリスが、暗黒の諸力に満ち諸法則で限られた自然界の恐怖から人々を解放する手助けをしたのであろうという事実を言明している。

## 出土品

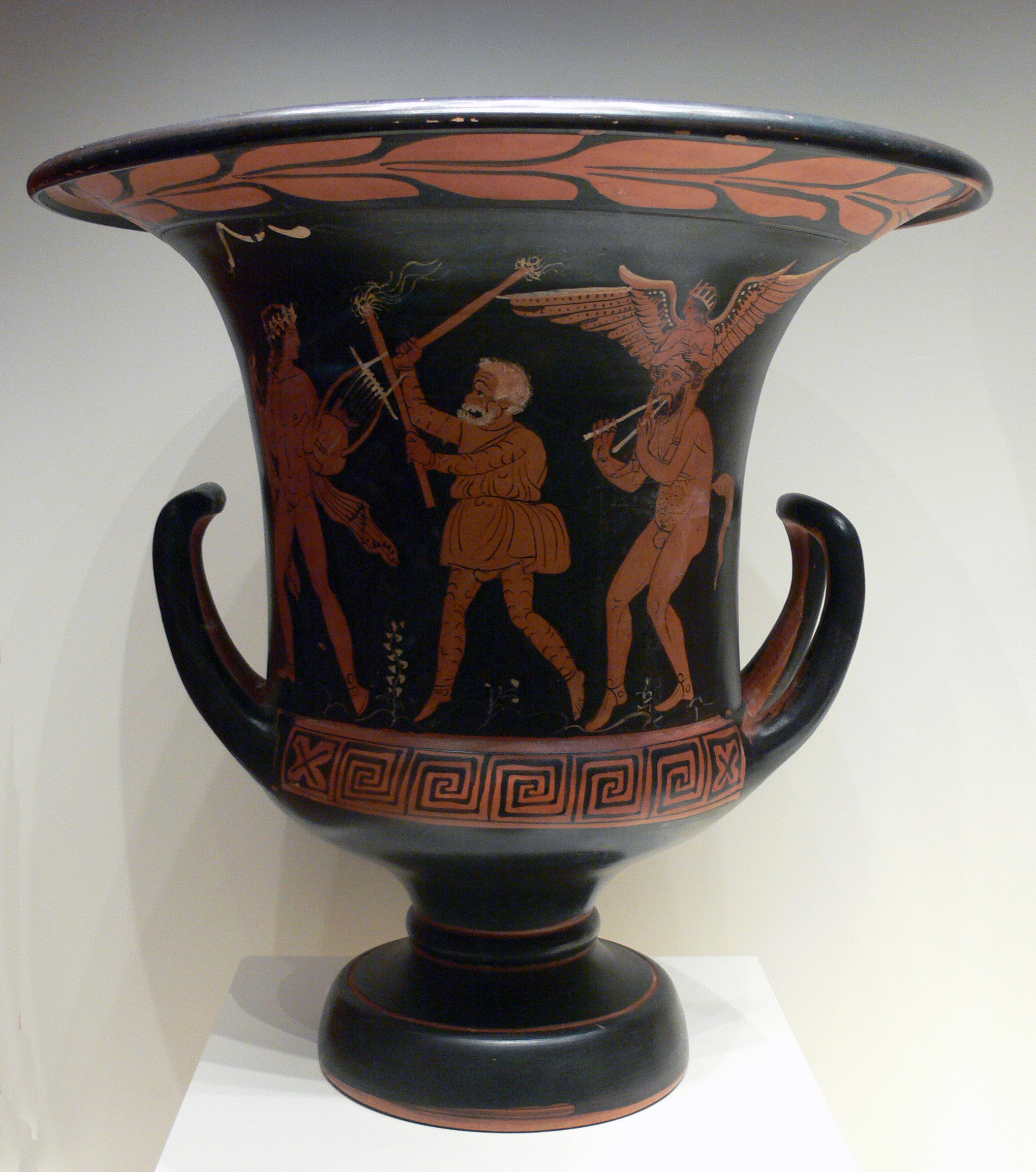
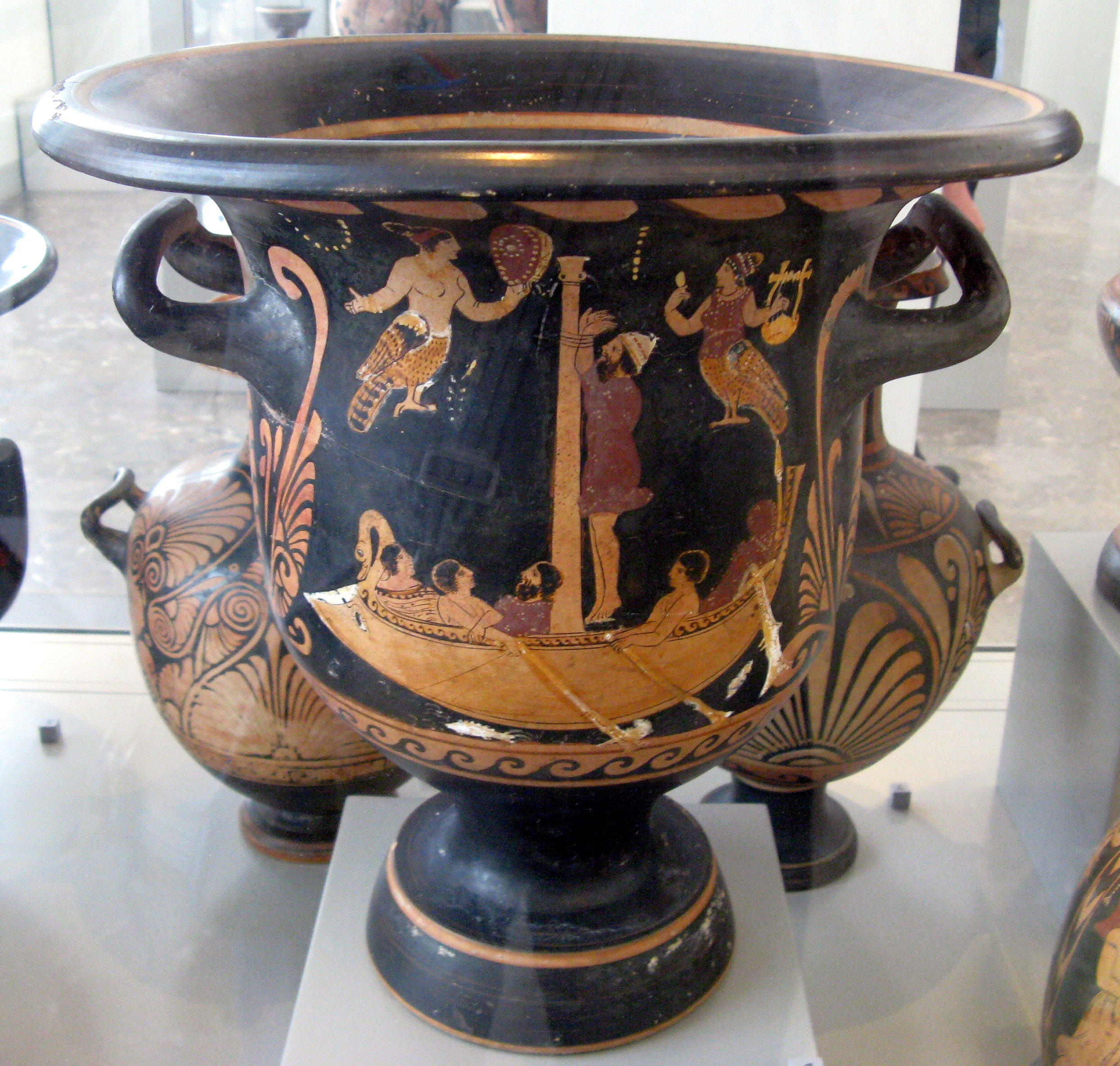
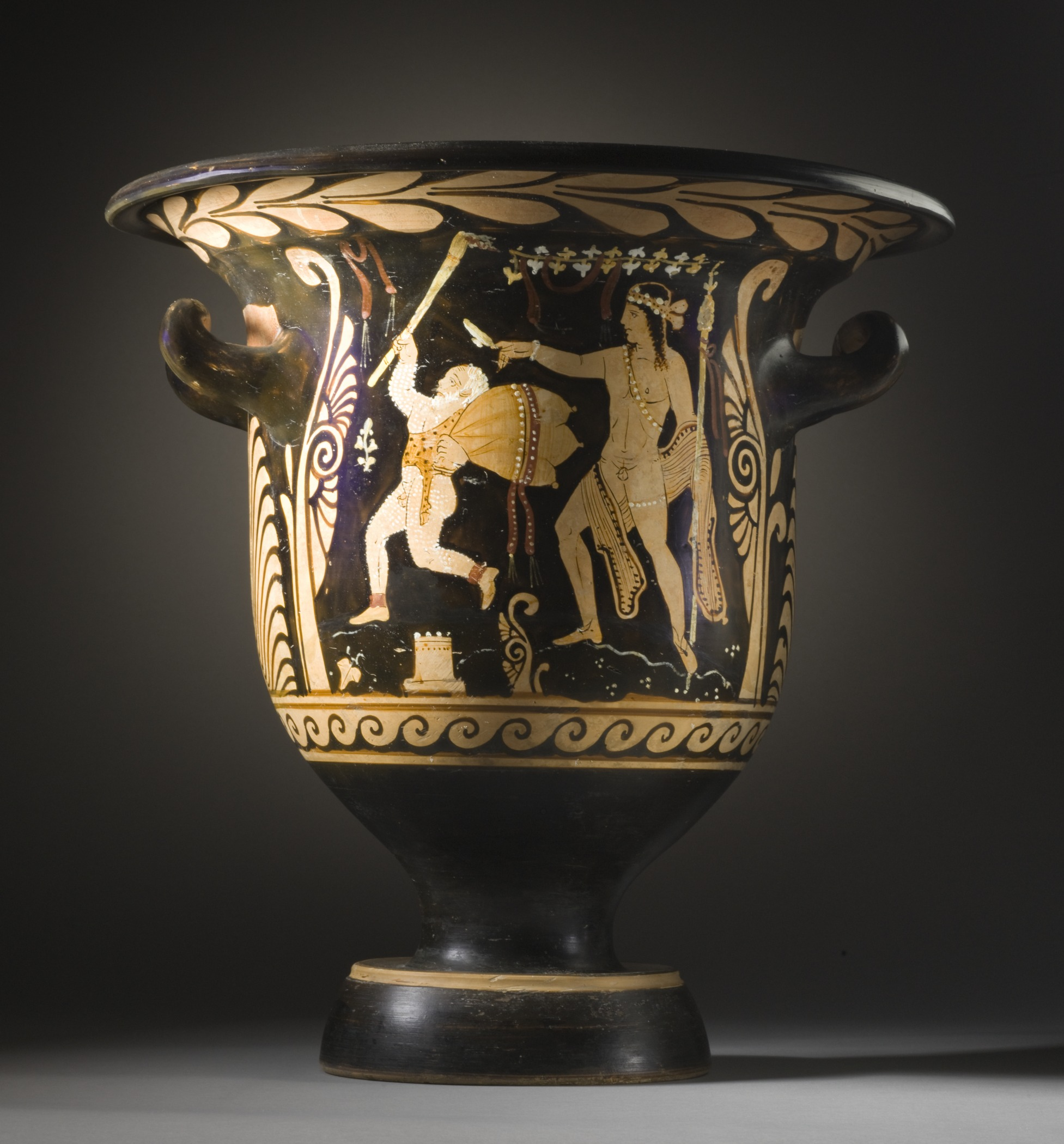
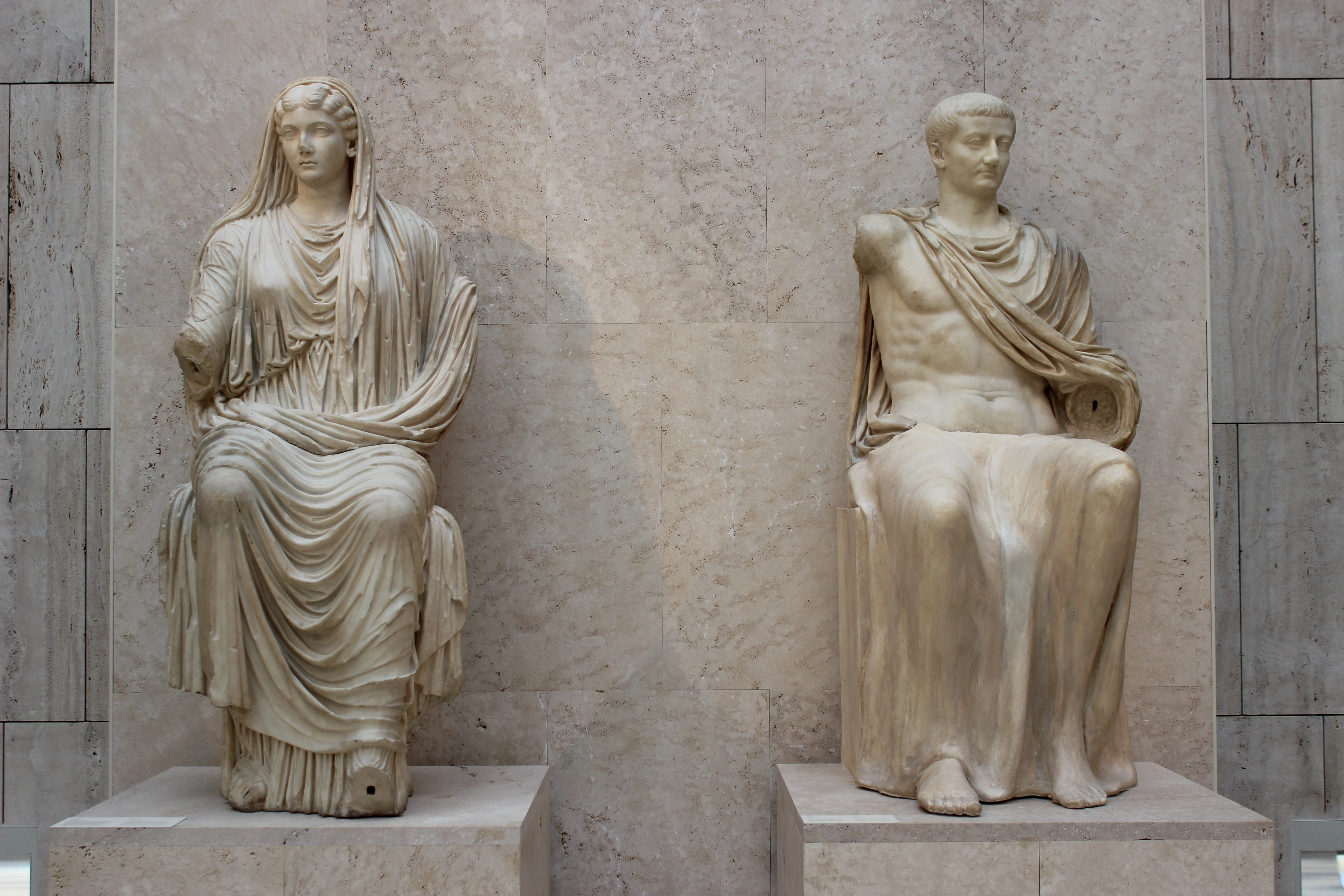
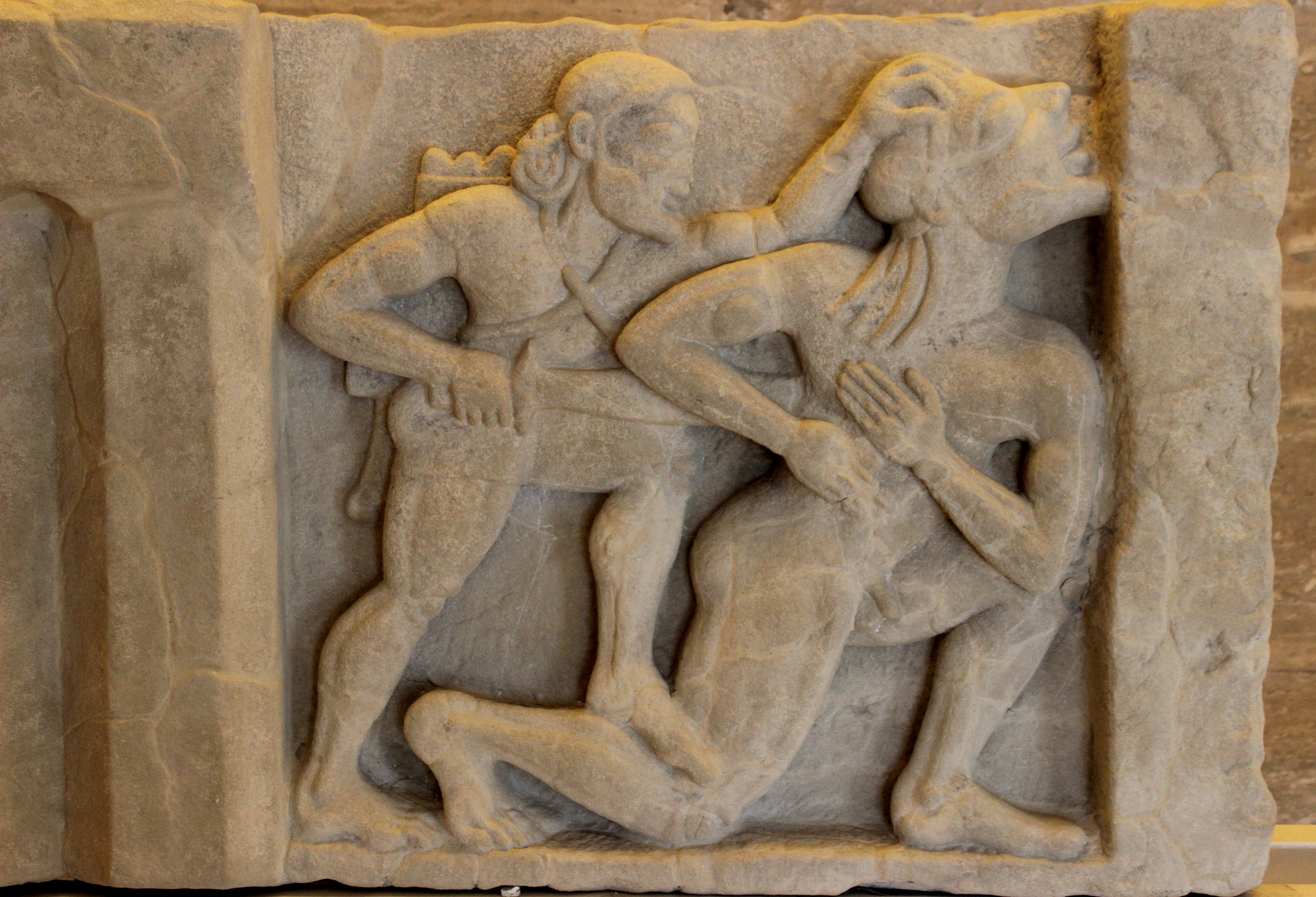
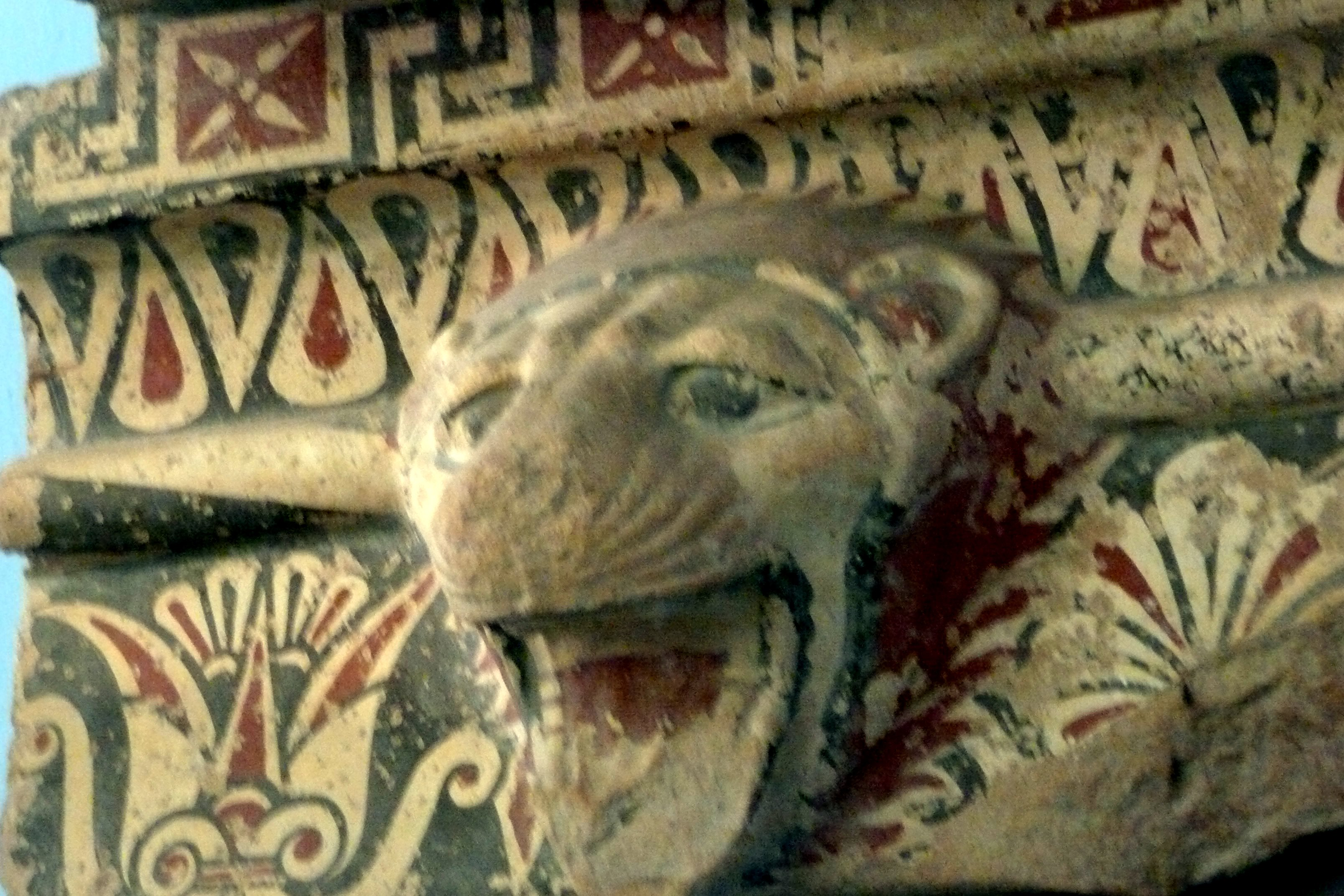
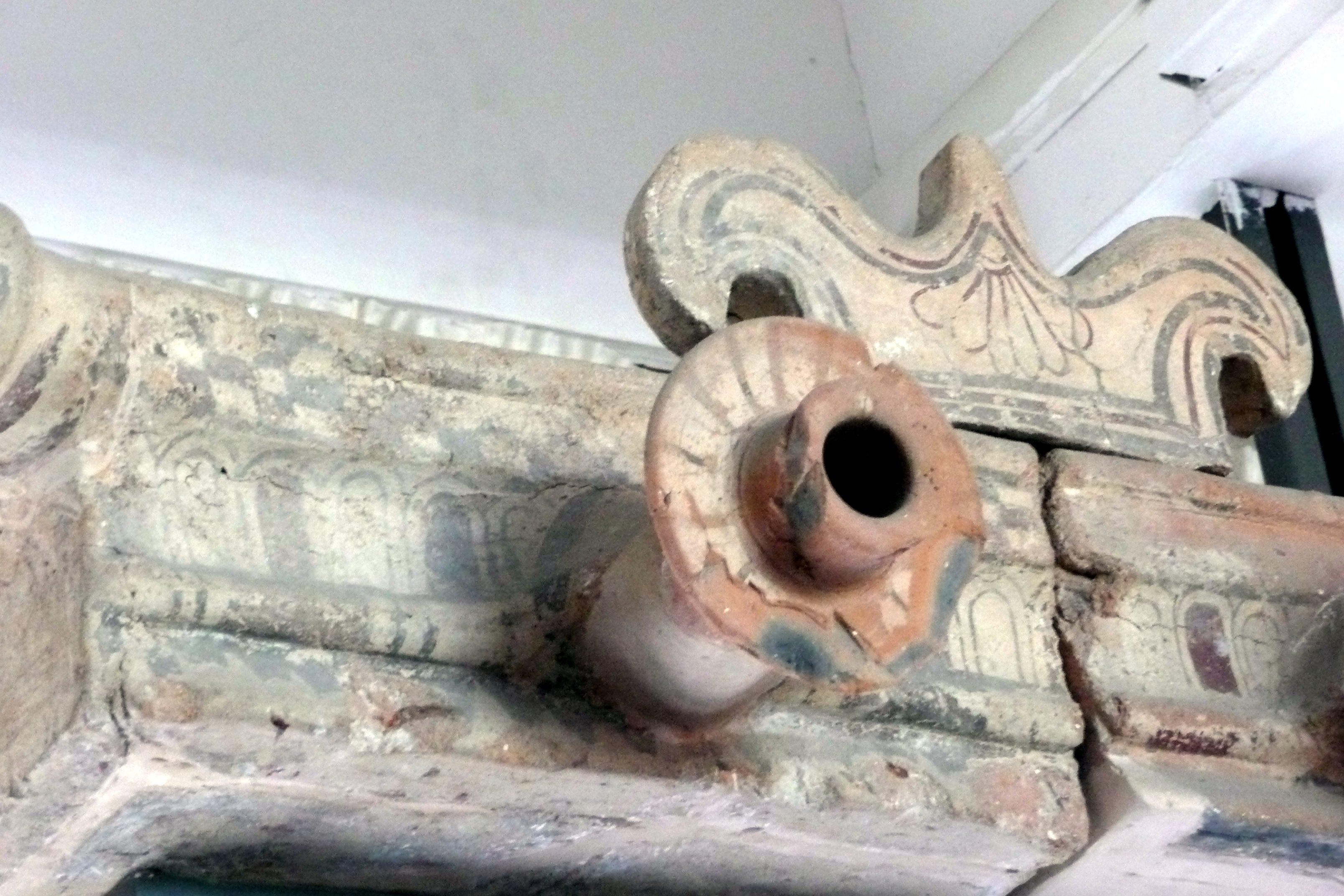
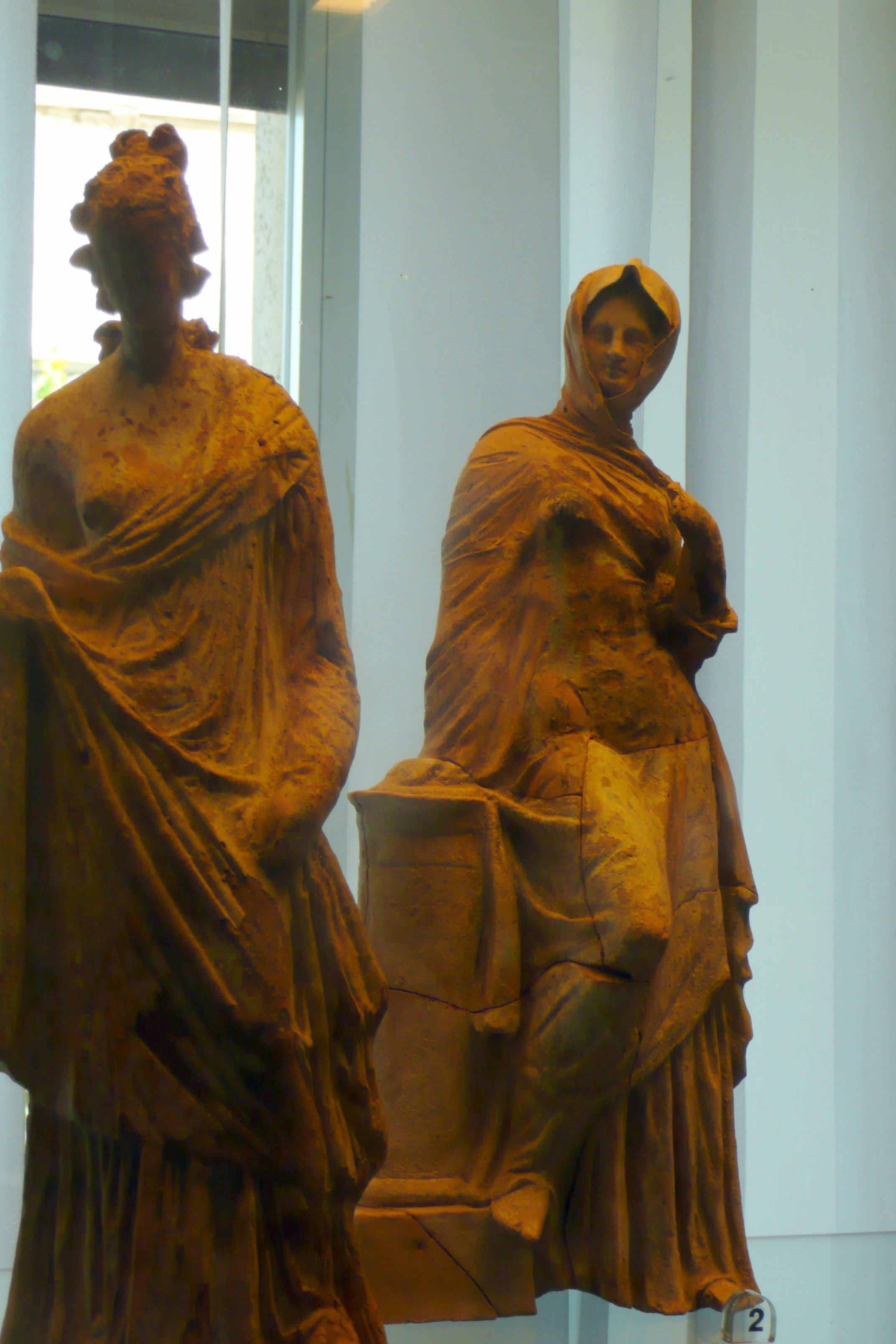